# مؤتمر المرأة لعموم أمريكا
أقيم مؤتمر عموم أمريكا للمرأة في بالتيمور، ماريلاند، الولايات المتحدة الأمريكية في عام 1922. وتم عقده في صلة مع المؤتمر السنوي الثالث للرابطة الوطنية للناخبات في بالتيمور في الفترة من 20 إلى 29 أبريل 1922. وممن تعاون مع الرابطة في جلب مؤتمر عموم أمريكا للمرأة إلى الولايات المتحدة كان وزير الخارجية الأمريكي، تشارلز إيفانز هيوز، وزير التجارة الأمريكي، هربرت هوفر، والدكتور ليو ستانتون رو، المدير العام لاتحاد عموم أمريكا. كان الهدف من المؤتمر هو تعزيز وتنفيذ المبادرة التي تم الاضطلاع بها في المؤتمر العلمي لعموم أمريكا الثانية، عندما تم تشكيل لجنة مساعدة للمرأة لتطوير تعاون أوثق بين نساء القارة الأمريكية.
البلدان التي قبلت الدعوة لحضور المؤتمر وأرسلت المندوبين، هي: الأرجنتين، بوليفيا، البرازيل، كندا، تشيلي، كوبا، كوستاريكا، جمهورية الدومينيكان، إكوادور، غواتيمالا، هايتي، هندوراس، المكسيك، نيكاراغوا، بنما، باراغواي، بيرو، الفلبين، بورتوريكو، الولايات المتحدة، أوروغواي وفنزويلا. تم اختيار المندوبين الأجانب الذين حضروا المؤتمر بعناية ولم يأتوا بتعيينات سياسية ولكنهم يمثلون أكثر النساء تقدمية وتميز في بلدانهم. يمثل المندوبون الأجانب 32 دولة ومقاطعتين من كندا. بالإضافة إلى ذلك، كان هناك 23 مندوبًا من منظمات أجنبية، وثمانية مندوبين شخصيين من دول أجنبية، وعددًا من المندوبين الشخصيين من الولايات المتحدة. لقد تحقق العمل أو الترتيب لمؤتمر عموم أمريكا إلى حد كبير من خلال تعاون سفراء دول أمريكا.
التقى المندوبون في أماكن مختلفة في جميع أنحاء الولايات المتحدة حتى وصولهم إلى بالتيمور. عُقدت الجلسات في مسرح بالتيمور روف غاردن أوف ذا سينتر وفي قاعة الاحتفالات بفندق بلفيدير. خلال الجلسات، جلس جميع المندوبين على المنصة تحت لافتات بلدانهم. تم تزيين قاعة المؤتمرات الكبيرة بأعلام جميع الدول الممثلة. تحدث العديد من المندوبين الأجانب باللغة الإسبانية وتمت ترجمة خطبهم. تحدث واحد أو اثنين باللغة الفرنسية وعدد قليل باللغة الإنجليزية.

## الخلفية
وجهت الدعوات إلى حكومات بلدان أمريكا الجنوبية وأمريكا الوسطى لإرسال مندوبين إلى هذا المؤتمر عن طريق وزارة الخارجية الأمريكية وممثليها الدبلوماسيين في جمهوريات أمريكا اللاتينية.
ورغم أن الخطة لم تكن دعوة رسمية من حكومة الولايات المتحدة، فإنها تلقت موافقة وموافقة مسؤولي الإدارة، الذين رأوا في هذه الأنواع من المؤتمرات إيجابية، لأنها من شأنها أن تعزز التفاهم الأفضل والعلاقات الأكثر صداقة بين مواطني مختلف البلدان. وكان الغرض الرئيسي من هذا المؤتمر، وفقاً لماوود وود بارك، الرئيس الوطني لرابطة الناخبات، هو جلب نساء الولايات المتحدة إلى علاقات أكثر صداقة مع نساء أميركا الجنوبية وأميركا الوسطى والمكسيك وكندا.
تم اختيار بالتيمور كمدينة المؤتمر القادمة في باو في المؤتمر الوطني الذي وقع في نيسان / أبريل 1921 في كليفلاند، أوهايو، وكان هذا بناء على دعوة مشتركة من جامعة ماريلاند للنساء المصوتين، ولاية ميريلاند من خلال الحاكم ألبرت سي ريتشي، ومدينة بالتيمور من خلال المحافظ ويليام فريدريك بروينج.
ووافق روي على اقتراح رابطة الناخبات في ماريلاند بأن يقوم مؤتمر المرأة للبلدان الأمريكية بتعزيز وتعزيز العلاقات الودية وحسن النية بين النساء في البلدان الممثلة في مجلس باو، وقد وضعت الأسس التي وضعتها اللجنة النسائية المساعدة للمؤتمر العلمي للبلدان الأمريكية الثاني في كانون الأول/ديسمبر - كانون الثاني/يناير 1915 - 16

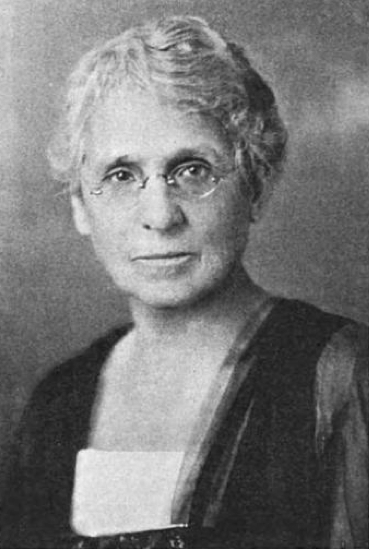
مادلين ليموين اليليكوت

وفي وضع الخطط للمؤتمر، تشاورت الرابطة الوطنية للناخبين من النساء مع هيوز، وفوفر، وروو التي وافقت على ذلك. وقد عرض على هيوز هووفر الخطط اولا وفد يضم بارك ومادلين ليموين اليليكوت وماتيلدا بيكس مالوى ولافينيا انجل ممثلا عن رابطة ناخبات ماريلاند. وراتشي؛ وهنري غ. بيرينغ، الذي يمثل ولاية ماريلاند؛ وو. م. بريتين، ممثلاً لمدينة بالتيمور. وبعد موافقة أعضاء مجلس الوزراء على الخطة، عرضت الجامعة على مجلس التجارة في بالتيمور، حيث حصلت على موافقتها.

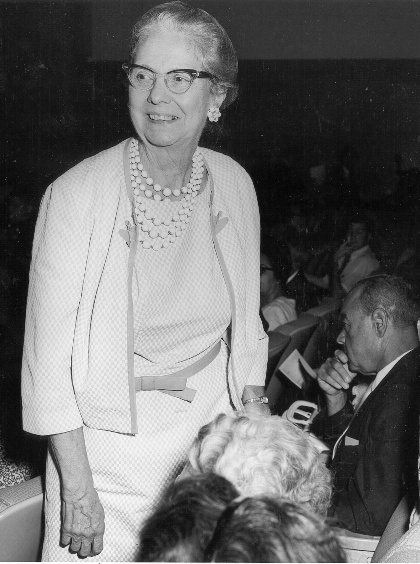
لافينيا انجل

ورأت رابطة الناخبات أنه يمكن تحقيق نتائج محددة جداً من خلال مؤتمرات المائدة المستديرة. وتعترف المرأة في كل مكان بضرورة رفع معايير المرأة في الصناعة، وضمان سن تشريعات تحمي الحقوق المدنية للمرأة، وحماية من يحتاجون إلى الحماية بكل طريقة ممكنة. وتحقيقاً لهذه الغاية، كان من المناسب مناقشة أفضل السبل لتحقيق الغاية المنشودة، وأن تتاح للمشاركين فرصة مساعدة بعضهم البعض من خلال المؤتمرات والمشاورات. وقالت بارك إن النساء مستعدات غريزياً للعمل معاً من أجل ما يرغبن في إنجازه، لأن مصالحهن تعاونية وليست تنافسية. «إن المصالح المميزة للمرأة مشتركة بين صناعة المنازل، والأطفال، والرفاه العام، بينما هي مشتركة بين الرجال»
في حين أن مصالح الرجال المميزة تتضارب أحياناً وبالضرورة ويجب تسويتها عن طريق التسوية. ولا يوجد شيء عن المهن العادية للمرأة التي تتسم بالتنافسية. ولتوضيح ذلك، إذا كانت المرأة في دولة ما قادرة على تأمين تدبير لرعاية الطفل، وتطوير وتحسين عملها على هذا النحو، فإن خطوتهن مقدماً هي مساعدة لا إعاقة للمرأة في جميع الدول الأخرى. فمهن المرأة ومصالحها هي مهن السلم ومصالحه، وهي تيسير التعاون.

## البرنامج
انقسم البرنامج إلى ست جلسات للمؤتمرات، تعقد جلستان كل يوم:
رعاية الطفل: غريس أبوت، رئيس مكتب الأطفال، وزارة العمل في الولايات المتحدة، رئيسا؛ وساعد لا رو براون، رئيس لجان رعاية الطفل، الرابطة الوطنية للنساء المصوتين
التعليم: جوليا أبوت، مكتب التعليم، وزارة الداخلية في الولايات المتحدة، رئيسا، بمساعدة ماريان كينني بروكينغز، رئيس لجنة الجنسية الأمريكية، الرابطة الوطنية
المرأة في الصناعة: ماري أندرسون، رئيسة مكتب المرأة، وزارة العمل في الولايات، رئيسة، بمساعدة ماري ماكدويل، رئيسة لجنة المرأة في الصناعة، الرابطة الوطنية
منع الاتجار بالنساء: الدكتورة فاليريا ه. باركر، الأمينة التنفيذية لمجلس الصحة الاجتماعية المشترك بين الإدارات في الولايات المتحدة، رئيسة، بمساعدة آن وبستر، رئيسة لجنة الصحة الاجتماعية، الرابطة الوطنية.

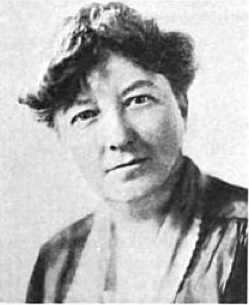
ماری آندرسون

المركز المدني للمرأة: مابل ووكر ويلبرانت، مساعد المدعي العام، وزارة العدل في الولايات المتحدة، رئيسا، بمساعدة كاترين وو مكولوتش، رئيسة القوانين الموحدة المتعلقة بالمرأة، الرابطة الوطنية
الحالة السياسية للمرأة: كاري شابمان كاتت، رئيسة التحالف الدولي.

### 20 أبريل
وافتتح المؤتمر صباح 20 أبريل/نيسان الماضي، حيث قام رئيس الأساقفة مايكل جوزيف كيرلي بالاحتجاج. وأعقب ذلك كلمة ترحيب محافظ ماريلاند ورئيس بلدية بالتيمور بارك ويشرفت
وكان رو أول المتحدثين في البرنامج العادي، وأعقبه مندوبون أجانب مختلفون، أبلغ كل منهم تقريره.
وكرست جلسة بعد الظهر لمواضيع تتعلق بالتعليم، ورأستها جوليا أبوت، من مكتب التعليم في الولايات المتحدة.

### 21 أبريل
بدأ موضوع اليوم الثاني بـ «المرأة في الصناعة»، حيث ألقى المندوبون، ماري ماكداويل والسيدة ريموند روبينز من شيكاغو خطاباً. وبناء على طلب أندرسون، قدم مندوب الولايات المتحدة ملخّص له، وأكد أيضاً على معايير حماية العاملات في هذا البلد، وحث المندوبين على العمل من أجل وضع تشريعات حماية مماثلة.
وكُرس بعد الظهر لجلسة حول «منع الاتجار بالنساء»، برئاسة باركر، ألقى فيها العديد من المسؤولين الحكوميين وجميع المندوبين كلمات. وقد اختتمت هذه الجلسة مرة أخرى من جانب مندوب الولايات المتحدة، الذي حث على زيادة الإشراف على الأنشطة التجارية لصالح الشباب وتوسيع نطاق البرامج البناءة للترفيه الصحي.

### 22 أبريل
وترأس يومها الثالث ويلبرانت، وكرس لمناقشة الوضع المدني للمرأة. وألقيت كلمات من تورنتو عن طريق الدكتورة مارغريت باترسون، وهي قاضية شرطة من مقاطعة أونتاريو.
وكانت جلسة بعد الظهر حول الوضع السياسي للمرأة وترأسها كايت، الرئيسة الفخرية للرابطة الوطنية للناخبات، أول خطاب يلقيه المندوب الرسمي من الولايات المتحدة، الذي حث النساء على الترشح للمناصب والانضمام إلى الأحزاب السياسية، وأن تشارك بنشاط في الحياة السياسية للأمة.

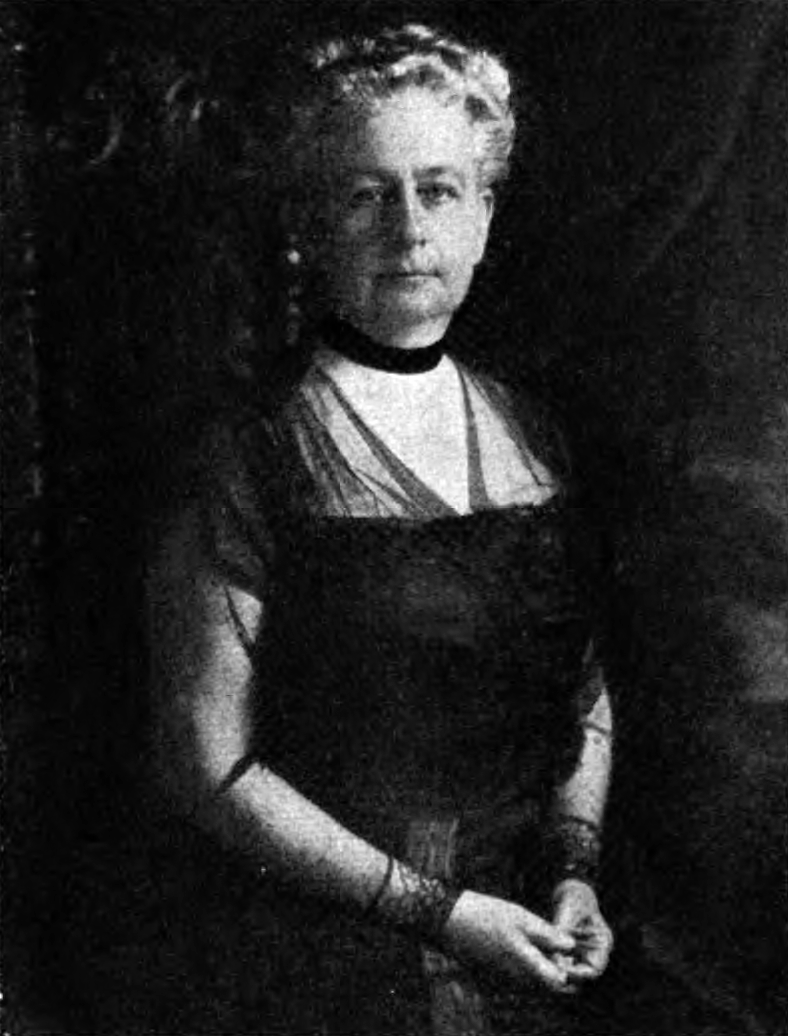
لويز ديكوفين بوين

## المناقشة
وفي كل مؤتمر من هذه المؤتمرات، قدم مندوبون من بلدان أجنبية ومندوب واحد يمثل الولايات المتحدة، لويز ديكوفين بوين، الذي عينه الرئيس هاردينغ، تقارير موجزة عن الظروف السائدة في بلدانهم.
وأشاد مندوب زائر من بولندا إشادة كبيرة بمشاركة الولايات المتحدة في أعمال الحرب العالمية العظمى. وقالت في كلمتها الخاصة «لو لم يكن الأمر بالنسبة للصليب الأحمر الأمريكي، لكان من المحتمل ألا يكون هناك طفل واحد في بولندا اليوم». وقد تناقض مندوب الأرجنتين مع هدف المنظمات الدولية للرجال مع هدف المنظمات النسائية
وقالت «ليس التجارة، التي وصفها الرجال بدماء الأمم، ولا أي اعتبار مادي آخر، ولكن السلام الدولي، والسلام الدائم، هو الهدف النهائي للمؤتمرات الدولية للمرأة، مثل مؤتمر بنما».
وفي مؤتمر الاتجار بالمرأة، دلَت مندوبة بنما مذكرة تبعث على الامل، قدمت بوضوح وبعبارات قوية الجانب الروحي للمشكلة. ومرة أخرى، في هذا المؤتمر، تحدثت غراسيلا ماندوجانو، من شيلي، وهي طالبة في جامعة كولومبيا، عن رابطة الصليب الأبيض، التي نظمتها نساء من بلدها للعمل الوقائي بين الفتيات.
وأبلغ أورورا هيريرا دي نوبريغاس، من ولاية تاموليباس، المكسيك، عن وجود علامة مائية كبيرة قيد التقدم، بميزانية قدرها 000 000 .3 دولار للتعليم.
حيث العناية الطبية والملاعب هي جزء من معدات المدارس. وأبلغ مندوب مكسيكي آخر عن وجود 000 1 سرير مجانا لخدمة الامومة في مكسيكو سيتي.
وقالت ماتيلدي دي كاربو: «من العار تقريباً أن في الإكوادور لديها أقل من ستة أطفال في أسرة، وغالبا ما يوجد عشرة أطفال». وطلبت تسع وثمانون صحيفة أجنبية في 15 بلدا تقديم تقارير حالية للنشر.

## النتيجة
عقدت مؤتمرات من قبل مجموعات من المندوبين الأجانب مع القادة الوطنيين للولايات المتحدة بهدف تنظيم رابطة نسائية للبلدان الأمريكية. وقد تحقق هذا الهدف أخيرا عندما عقد
في فندق بلفيدير في 27 أبريل/نيسان الاجتماع التنظيمي لرابطة المرأة للبلدان الأمريكية، حيث انتخبت بارك رئيسا. وكما قال بعض النساء القائدات، فإن «هذا بلا شك أحد منجزات العصر»
. وهناك حفنة من النساء اللاتي أفاقتهن بشكل كامل احتمالات التحسين التعليمي والمدني يكفلن إثارة اهتمام وانتباه كل من يتصلن معه. والواقع أنهم لا يستطيعون أن يفشلوا في القيام بذلك. إن الجمع بين بضع نساء من الأميركتين الثلاث في وقت كانت فيه المسائل ذات الاهمية القصوى بالنسبة للمرأة مواضيع المناقشة التي دارت بين قادة الحركة النسائية، كان بداية حركة لإرساء الوحدة بين نساء القارتين.
وإنني أرى أن مؤتمر البلدان الأمريكية وإنشاء منظمة دائمة هما بمثابة حجر أساس.
وقد يبدو أنه بدأ بعدد قليل جدا من النساء، ولكنني واثق من أن هؤلاء النساء سيرون آثاراً بعيدة المدى«. وقال» إن المنظمة الدائمة«، وهو من البرازيل،» هي النتيجة الطبيعية والضرورية لمؤتمر البلدان الأمريكية
وأعتقد أنها ستعزز الصداقة القائمة بين القارتين وتحافظ على السلام. وسيتيح التعاون بين نساء الأمريكتين وسيمكنهن من التعلم من بعضهما البعض من أفضل الأشياء التي يجري القيام بها للنساء والأطفال. وهي بالتأكيد خطوة تقدمية لجميع النساء".
وكان تعليق استر نييرا دي كالفو، من بنما، كما يلي: «أعتقد أن المستقبل يتيح لنا فرصة للعمل مع رابطة الناخبات من أجل تحقيق المثل العليا المشتركة بين نساء أمريكا الشمالية وأمريكا الجنوبية»
وقد وجه الدكتور بدريتش ستيبانيك، وزير تشيكوسلوفاكيا، نداء إلى رابطة دولية للمرأة؛ وبعد انتهاء اجتماعات مؤتمر البلدان الأمريكية، ظل جميع المندوبين الاجانب تقريبا في بالتيمور ضيوف على مؤتمر الرابطة الوطنية للمقترعات.
وكانت النتيجة المباشرة للاجتماع تشكيل رابطة دائمة للبلدان الأمريكية مع هؤلاء الضباط: الرئيس الفخري لكت؛ ورئيس بارك؛ ونائب الرئيس الفخري، والدكتور بولينا لويزي من أوروغواي؛ ونواب الرئيس، وإيلينا توريس من المكسيك، وإيستر نييرا دي كالفو من بنما، ولوتز من البرازيل؛ سكرتيرة كولومبيا ماريا سواريز دي كورونادو؛ أمينة للخزانة، أولغا كابورو دي فاريلا، من أوروغواي
وكانت هناك لجنة استشارية تضم ممثلين عن كل من البلدان ال 22 التي أرسلت مندوبين إلى المؤتمر. وكانت اهداف الرابطة هي: "تعزيز التعليم العام بين جميع النساء وضمان مستوى تعليمهن العالى; وضمان حقوق المراة المتزوجة في السيطرة على ممتلكهن الخاصة وأجورهن الخاصة؛ وضمان المساواة في الوصاية؛ تشجيع التنظيم والمناقشة والتحدث بين النساء، وحرية الفرص لجميع النساء لغرس واستخدام جميع مواهبهن، وتثقيف الرأي العام لصالح منح المرأة حق التصويت وتأمين حقوقها السياسية؛ وتعزيز الود والتفاهم بين بلدان أمريكا حتى النهاية بان السلام الدائم قد يكون هناك في نصف الكرة الغربي.

## حضور أمريكا اللاتينية
وكان من بين أعضاء أمريكا اللاتينية في المؤتمر:
- الأرجنتين، السيدة دي لو بريتون، بوليفيا، السيدة أركاديا كالديرون دي زاليس.
- البرازيل: دونا بيرثا لوتز، الآنسة أني درمان مارشان.
- شيلي: السيدة دو ماثيكو، السيدة غراسييلا ماندوخانو، السيدة مارغريتا ميريز، السيدة صوفيا دي فيراري روخاس، السيدة لويزا زانيل لوبيز، السيدة مارغريتا لوبيز دي كوليو
- كوبا: السيدة إيما لوبيز سينا دي غاريدو، السيدة إيلينا دي لا بينا، السيدة ل. ز. دل بورتيللو
- كولومبيا: السيدة ماريا دو كوروناد، السيدة هورتيسا كورونادو، السيدة ماريا أوردينيز.
- كوستاريكا: السيدة سارة كاسال دي كيروس
- الجمهورية الدومينيكية: السيدة أوفيليا ب. دي جوبرت إكوادور، السيدة ماتيلدي دي كاربو، السيدة بياتريز كاربو، السيدة هورتنسيا بالاريزو، السيدة باستورزا فلوريس، السيدة ماريا فلوريس
- غواتيمالا: سرا دي سانتشز لاتوري هايتي، السيدة تشارلز دوبي؛ هندوراس، سرتا. مرسيدس لاينز
- نيكاراغوا: السيدة ماريا كلوتيلدي فيغا، السيدة جوانيتا مولينا بنما، السيدة إيستر نييرا دي كالفو باراغواي، السيدة ماريا فيليسيداد غونزاليس، السيدة روبي غوتييريز
- بيرو: السيدة مارغريتا كونروي، السيدة زرّلا أنتاي، السيدة كارمن دي بينيلوس، السيدة لورا مينسيس دل كابريو
- أوروغواي: السيدة أولغا كابورو دي فاريلا، السيدة سيليا بالادينو دي فيتال، السيد كارلوس إ. مونتيفيردي
- فنزويلا: السيدة مرسيدس دي غيفارا
- المكسيك: السيدة إيلينا توريس، السيدة أورورا هيريرا، السيدة لويزا غارزا، السيدة إيولاليا غوزمان، السيدة ماريا رينففا دي ميزا، السيدة جوليا نافا دي رويسانشيس، السيدة م. ك.
- كوندي دي أفيلا، السيدة لوز فيرا نيكاراغوا، السيدة ماريا كلوتيلدي فيغا، السيدة جوانيتا مولينا
- بنما: السيدة إيستر نييرا دي كاليلا
- باراغواي: السيدة ماريا فيليسيداد غونزاليس، السيدة روبي غوتييريز بيرو، السيدة مارغريتا كونروي، السيدة زرّلا أنتي، السيدة كارمن دي بينيلوس، السيدة لورا مينسيس دل كابريو أوروغواي، السيدة أولغا كابورو دي فاريلا، السيدة سيليا بالادينو دي فيتال، السيد كارلوس إ. مونتيفيردي فنزويلا، السيدة مرسيدس دي غيفارا.

وبالإضافة إلى ذلك، كان هناك 27 مندوبا من كندا و50 مندوبا من الولايات المتحدة، بالإضافة إلى ثمانية من بورتوريكو وواحد من الفلبين. وكان من بين المندوبين الأمريكيين سادي آدمز، أحد الناشطات لحقوق المرأة الأفريقية الأمريكية القليلة ورئيس رابطة شيكاغو والمنطقة الشمالية لأندية النساء الملونين.